# Úvaly
Úvaly (německy Auwal) jsou město v okrese Praha-východ ve Středočeském kraji. Rozkládají se přibližně dvacet kilometrů východně od centra Prahy, devět kilometrů západně od Českého Brodu a třináct kilometrů jižně od města Brandýs nad Labem-Stará Boleslav. Žije zde přibližně 7 500 obyvatel.

## Historie

### Středověk
Vzhledem k pravidelnému uspořádání staré zástavby obce a k dochovaným písemným zmínkám je možné datovat založení Úval nejpozději do poloviny 13. století. Úvaly vznikly u brodu přes říčku Výmolu podél důležité obchodní stezky, později nazývané Trstenická stezka. Do období kolem roku 1300 je datována první písemná zmínka o Úvalech ve formulářových listech v kontextu obchodů pražských měšťanů. Podle soudobých analogií a doby působení měšťanů v jednotlivých funkcích lze datovat zlistinění kupní smlouvy do rozmezí let 1296–1297. Další zmínky od poloviny 14. století jsou známy z Konfirmačních a Erekčních knih pražského arcibiskupství, kde se dozvídáme, že v Úvalech stál filiální kostel pod farou v Horkách. Můžeme dále předpokládat, že v druhé polovině 14. století koupili Úvaly Olbramovicové sídlící v nedalekém Škvorci, nechali povýšit ves na městys a v blízkosti založili poplužní dvůr Hostín. Avšak je předmětem úvah, zda nebyl Hostín původním sídlem pánů z Pardubic a dále není jista funkce hrádku u Úval, po kterém dnes zůstaly jen zářezy v terénu.
V 15. století se již písemné zmínky množí. V roce 1413 se píše Jan Papák z Úvalu, snad krátkodobý majitel, jelikož se v Úvalech nevyskytovala tvrz. Z roku 1415 máme první zmínku o Úvalech jako o městečku s rychtářem Ottlinem řečeným Hublerem Ottlinus dictus Hubler iudex opidi in Uwal. Roku 1426 prodává polovici městečka Úval Alžběta, vdova po Ohnišťkovi ze Škvorce, Bervíkovi z Malešic. Blíže můžeme Úvaly charakterizovat až ze zprávy z roku 1462, kdy prodává Mikuláš ze Škvorce svůj díl městečka Čeňkovi z Klinštejna. V Úvalech se nacházely kmetcí dvory (usedlosti poddaných) a rybníky. Obyvatelé měli robotní povinnosti. Roku 1473 odevzdává Markéta, vdova po Janu ze Stežova, svou část městečka svým čtyřem synům. Roku 1481 postavil Jindřich ze Stežova most přes Výmolu v místech brodu a roku 1481 si nechal královským majestátem od Vladislava II. potvrdit právo vybírat mýto.

### Novověk
Na počátku 16. století získávají část Úval se clem na mostu a podacím kostelním páni ze Vchynic. Úvaly se natrvalo staly součástí škvoreckého panství 5. srpna 1560, kdy majetek okolo dvora Hostín kupuje Albrecht Smiřický ze Smiřic a na Náchodě od bratrů Václava, Bohuslava a Jiříka Vchynských Dlasků ze Vchynic. Albrecht Smiřický získává v Úvalech domy, krčmy, kmetcí dvory, právo vybírat clo na mostě a kostelní podací. Od té doby jsou až do doby rekatolizace v druhé polovině 17. století obyvatelé Úval jistě evangelického vyznání, a to především utrakvistického. Úvalští jsou povinni robotou svému pánu trháním konopí, stříháním ovcí a účastí na lovu, když se jim rozkáže.
Panství se rozkvétá adekvátně vzrůstu majetku Smiřických. Jsou zakládány rybníky a mlýny. Na jaře roku 1615 se obnovuje chod, kdysi pustého, poplužního dvora Hodov. Rokem 1618 však začíná ničivá třicetiletá válka a konec obrovského dominia Smiřických se kvapem blíží. Sám Albrecht Jan Smiřický byl jedním z iniciátorů povstání stavů dne 23. května 1618, kdy proběhla známá pražská defenestrace. Úvaly stojí na obchodní stezce, proto není nouze na návštěvu ziskuchtivých armád. Městečko proto prožívá, podobně jako celé panství, hluboký úpadek. Po Smiřických získává panství na základě dědického nároku vojevůdce Albrecht z Valdštejna, který jednoduše nabytý majetek prodává roku 1622 Karlovi z Lichtenštejna. Po třicetileté válce se ale bývalá panství Smiřických uznávají za konfiskáty a tak jsou Úvaly na krátkou dobu součástí královského statku. Syn Karla Lichtenštejna Karel Eusebius je v zájmu udržení majetku nucen za škvorecké panství znovu zaplatit. Od té doby už jsou Úvaly nepřetržitě součástí dominia Lichtenštejnů až do reformy v roce 1848.
Roku 1654 se sepisuje Berní rula. Ze záznamů víme, že v Úvalech mají svého hospodáře pouze tři usedlosti. Ihned po konci války však začíná obnova. Je založen horní a významnější dolní panský hostinec. Obnoven je chod mlýnů a dalších hospodářství v režii panství. Clo vybírá již od třicetileté války Žid. Současně přichází i nekompromisní rekatolizace.
Od roku 1706 lze nepřetržitě sledovat držení usedlostí a posloupnost rychtářů v Úvalech, z tohoto roku se zachovaly tzv. Purkrechtní registra. V těchto létech je již v Úvalech 7 gruntů, 7 chalup, mlýn, krčma, výsadní hospoda, dva panské hostince, dva masné krámy, obecní pastouška a svému řemeslu se věnuje jeden kovář a kolář. Kostel se dočká přestavby do dnešní podoby na začátku 20. let. Zástavba se soustřeďuje podél náměstí, kde se pravidelně konají trhy. Roku 1754 je v panském dolejším hostinci založena poštovní stanice, která se však postupem času stěhovala na jiná místa. V roce 1774 je první zmínka o místní škole, tehdy jednotřídní.

### Moderní doba

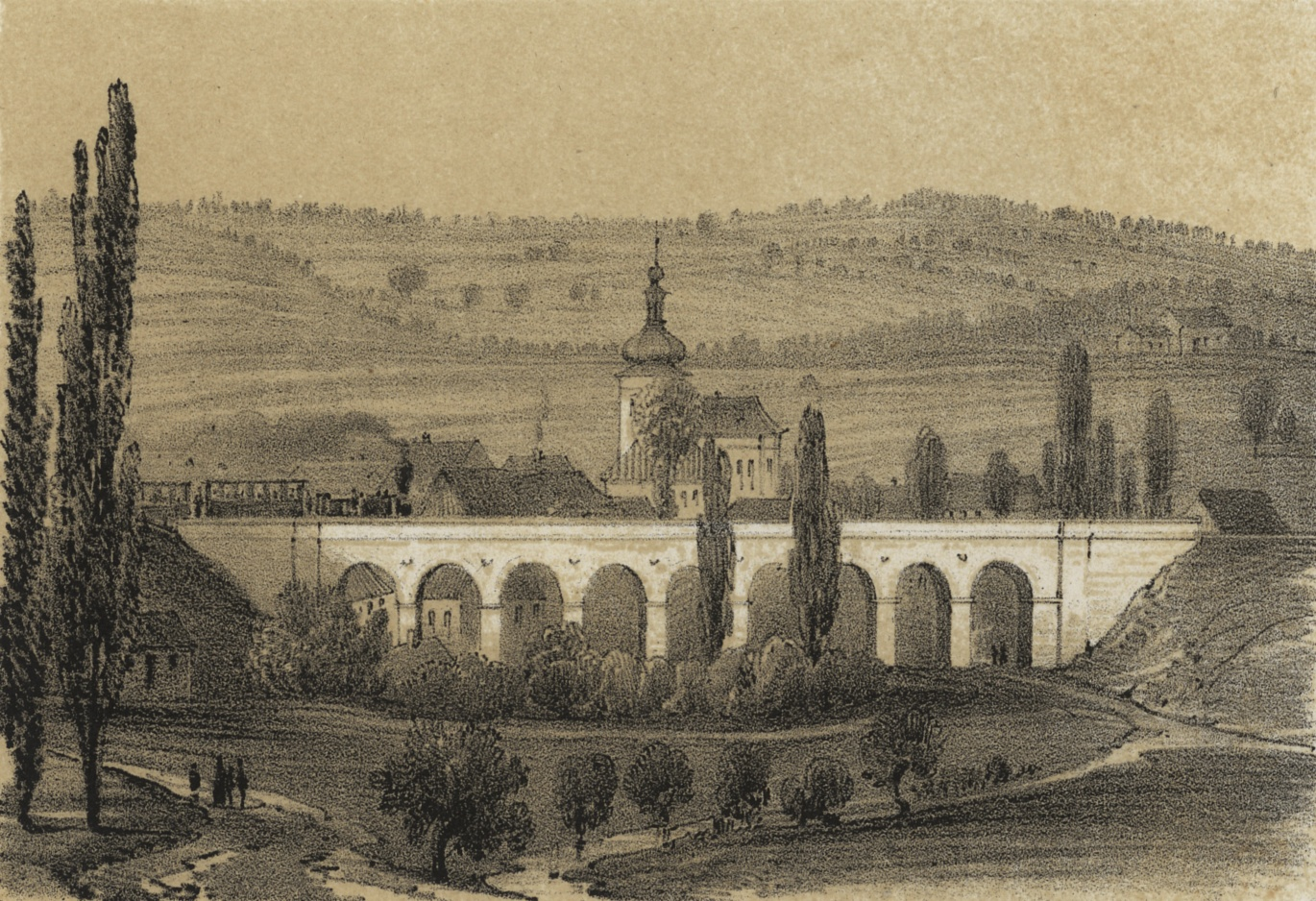
Úvalský viadukt v roce 1845

Úvaly se postupně díky vlivu důležité silnice a po zrušení poddanství rozvíjí. V dubnu roku 1838 vypukl v Úvalech požár, při němž shořela severozápadní část náměstí. Při rekonstrukci se zúžením náměstí určuje jeho dnešní nesouměrná dispozice.
V srpnu roku 1845 přichází velký mezník Úval, projíždí první vlak na nově zbudované železniční trati Praha–Olomouc. V příštích desetiletích se stává železnice důležitým faktorem pro růst městečka tím, že dává podmínky k vzniku průmyslu různých odvětví. O tři roky později se panství transformují na velkostatky a končí robotní povinnosti. V roce 1852 získává městečko samosprávu a prvním starostou se stává Václav Hladík, dřívější rychtář. Především od sedmdesátých let 19. století se ustavují spolky, které pozitivně ovlivňují život v obci.
V roce 1921 je nařízeno bez výhrad užívání názvu Úvaly, předtím se jméno objevovalo v několika verzích, nejčastěji německy Auwal a česky Ouval, Ouvaly, Úval. Obě světové války přežívá městečko bez větší újmy. V padesátých letech se kvůli růstu dopravy odklání vedení státní silnice za zástavbu.
V městysi Úvaly (přísl. Hodov, Hostín, 4347 obyvatel, poštovní úřad, telegrafní úřad, telefonní úřad, četnická stanice, katolický kostel, sbor dobrovolných hasičů) byly v roce 1932 evidovány tyto živnosti a obchody (výběr): 2 lékaři, zvěrolékař, 4 autodopravci, biograf Lido-Bio, cihelna, 2 cukráři, 2 drogerie, drůbežnické družstvo, drůbežárna, fotoateliér, 4 galanterie, hodinář, hospodářské družstvo, 8 hostinců, 3 hotely (U českého lva, Smetana, U nádraží), hudební škola, 6 kapelníků, knihař, konsum Včela, železniční nákupní družstvo, továrna na kosmetické přípravky Cleo, výroba kovového zboží, lékárna, továrna na margarin Vega, 3 mlýny, obchod s obuví Baťa, továrna na výrobu olejů a tuků Petrolea, 2 pily, spořitelna, záložna občanská, živnostenská záložna, okresní záložna, 2 stavební družstva, 2 stavitelé, strojírna, 2 velkostatky, vulkanizační závod, 3 zahradnictví, zubní ateliér.
Od 1. ledna 1969 jsou Úvaly městem. V roce 2005 počet obyvatel překročil opět po 40 letech hranici 5 tisíc a díky své poloze blízko Prahy dále roste počet obyvatel a zejména zastavěná plocha, až v roce 2021 překonal 7 tisíc.
V říjnu 2014 vzniká v Českém Brodě sportovní tým Úvalský draci, který ovšem s Úvaly moc společného nemá. Název je ovšem odvozen opravdu od tohoto města.

## Přírodní poměry

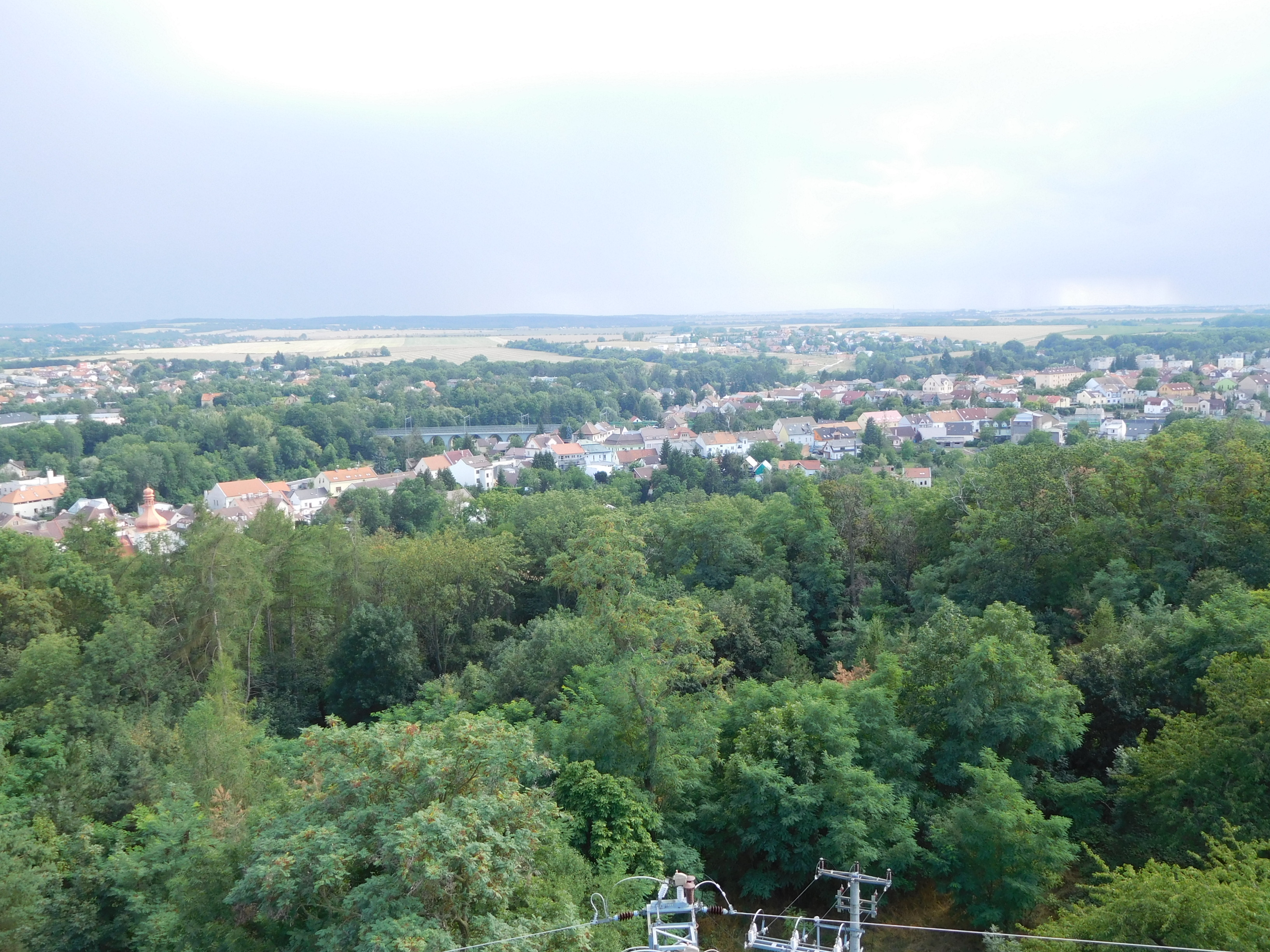
Celkový pohled na město z rozhledny Vinice

### Poloha
Městečko leží vně východního okraje hlavního města Prahy ve Středočeském kraji ve střední části okresu Praha-východ. Vlivem nekompaktního (amébovitého) tvaru okresu se právě tady nachází nejužší místo jeho území, takže Úvaly přímo hraničí na západě s městem Prahou a na východě už s okresem Kolín.
V minulosti byly Úvaly součástí různých jiných okresů (Kouřimský, Českobrodský), avšak vždy leželo na samém okraji zmiňovaných správních jednotek.
Z geomorfologického hlediska patří Úvaly do severovýchodního okraje Pražské plošiny. Nejstarší část Úval se nachází v úvalu, který vytvořil potok Výmola, jinak je okolí poměrně kopcovité. Na pravém břehu Výmoly se nachází vrch Vinice (299,1 metrů), který tak představuje nejvyšší místo v katastrálním území města. Naproti němu se pozvolna zvedá Úvalský vrch, tzv. Úvalák, který svého vrcholu dosahuje poblíž 2. mateřské školy (287 metrů). Nejnižší bod města se nachází u potoka Výmola ve výšce 224 metrů

### Vodstvo
Městem protéká říčka Výmola, do kterého zde vtéká Přišimaský a Škvorecký potok. Na území města je také několik rybníků: Lhoták, Dolní úvalský, Horní úvalský, Fabrák, Mlýnský, Kalák a v minulosti též dnes neexistující Hodovský rybník.

### Přírodní zajímavosti ve městě a okolí
- Do severovýchodní části území zasahuje přírodní rezervace Cyrilov.
- Klepec je lesnatý vrch, který je od Úval vzdálený čtyři kilometry jihovýchodním směrem. Se svou nadmořskou výškou 358 metrů se vypíná nad obcí Přišimasy a širším okolím. Na vrchu se nachází bizarní skalní útvary, pro jejichž zachování byl Klepec v roce 1977 vyhlášen přírodní památkou.
- Škvorecká obora – Králičina, od roku 2009 chráněná jako přírodní park, představuje nejzajímavější přírodní scenérii v blízkosti Úval. Hluboko zaříznuté údolí říčky Výmoly skrývá chráněné rostliny i živočichy. Po obvodu lesa je stále místy zachována oborní zeď z 19. století. Na výrazném ostrohu jsou znatelné terénní pozůstatky hrádku, někdy nazývaného Skara. Asi 500 metrů proti proudu Výmoly se nacházejí zbytky po romantických zříceninách nebo střílen z počátku 19. století. Dál odtud se nachází ruina hráze bývalého rybníka. Asi o další kilometr proti proudu Výmoly se nad říčkou klene most z roku 1842, který byl v březnu 2007 vyhlášen právem kulturní památkou.
- Podél jižního okraje přírodní parku se táhne protáhlé území přírodní památky Králičina a Povýmolí.
- Do severozápadní části katastrálního území města zasahuje část přírodní rezervace Cyrilov.

### Počasí
| Veličina                         | leden | únor  | březen | duben | květen | červen | červenec | srpen | září  | říjen | listopad | prosinec | rok   |
| Absolutní maximum, °C            | 12.3  | 11.7  | 21.6   | 30.7  | 29.9   | 32.7   | 33.9     | 36.6  | 29.2  | 24.1  | 19.1     | 12.2     | 36.6  |
| Průměrná teplota, °C             | 0.85  | -2.15 | 6.05   | 11.65 | 15.0   | 17.95  | 18.45    | 19.15 | 15.1  | 8.17  | 4.35     | -0.35    | 9.518 |
| Absolutní minimum, °C            | -11.6 | -20.0 | -8.1   | 0.3   | -0.5   | 2.4    | 7.9      | 6.5   | 2.2   | -3.1  | -7.6     | -19.4    | -20.0 |
| Průměrné srážky, mm              | 40.73 | 16.33 | 20.3   | 11.4  | 38.2   | 79.9   | 111      | 58.9  | 28.15 | 24.17 | 32.17    | 31.8     | 482.6 |
| -------------------------------- | ----- | ----- | ------ | ----- | ------ | ------ | -------- | ----- | ----- | ----- | -------- | -------- | ----- |
| Zdroj: http://www.meteo-uvaly.cz |       |       |        |       |        |        |          |       |       |       |          |          |       |

## Obyvatelstvo
| Rok            | 1869 | 1880 | 1890  | 1900  | 1910  | 1921  | 1930  | 1950  | 1961  | 1970  | 1980  | 1991  | 2001  | 2011  | 2021  |
| -------------- | ---- | ---- | ----- | ----- | ----- | ----- | ----- | ----- | ----- | ----- | ----- | ----- | ----- | ----- | ----- |
| Počet obyvatel | 818  | 981  | 1 130 | 1 292 | 1 820 | 2 332 | 4 346 | 4 693 | 4 999 | 4 892 | 4 893 | 4 604 | 4 690 | 6 112 | 7 166 |
| Počet domů     | 89   | 97   | 109   | 133   | 244   | 335   | 726   | 1 029 | 1 065 | 1 108 | 1 220 | 1 362 | 1 405 | 1 756 | 2 061 |

## Městská správa

### Územněsprávní začlenění
Dějiny územněsprávního začleňování zahrnují období od roku 1850 do současnosti. V chronologickém přehledu je uvedena územně administrativní příslušnost města v roce, kdy ke změně došlo:
- 1850 země česká, kraj Pardubice, politický okres Černý Kostelec, soudní okres Český Brod[10]
- 1855 země česká, kraj Praha, soudní okres Český Brod[10]
- 1868 země česká, politický i soudní okres Český Brod[10]
- 1939 země česká, Oberlandrat Kolín, politický i soudní okres Český Brod[11]
- 1942 země česká, Oberlandrat Praha, politický i soudní okres Český Brod[12]
- 1945 země česká, správní i soudní okres Český Brod[13]
- 1949 Pražský kraj, okres Český Brod[14]
- 1960 Středočeský kraj, okres Praha-východ[15]

### Místní části
Území Úval je tvořeno jedním katastrálním územím a není členěno na nižší evidenční části ani základní sídelní jednotky. 
Urbanisticky mají některé lokality charakter sídelních útvarů:
- Hodov – bývalý poplužní dvůr v severní části Úval u Výmoly
- Hostín – bývalý poplužní dvůr v jižní části Úval u cesty do Škvorce

### Městské symboly
Znak města je historický, vlajka byla městu udělena rozhodnutím předsedy Poslanecké sněmovny Parlamentu České republiky dne 11. května 2006.

## Doprava

### Dopravní síť
- Pozemní komunikace – Městem prochází silnice I/12 Praha–Kolín. Město leží na silnici II/101 v úseku Říčany – Úvaly – Brandýs nad Labem-Stará Boleslav.
- Železnice – Městem Úvaly vede železniční trať Praha–Kolín. Jedná se o tříkolejnou elektrizovanou celostátní trať, zařazenou do evropského železničního systému, která je součástí součást 1. a 3. tranzitního železničního koridoru. Doprava zde byla zahájena roku 1845.

### Autobusová doprava
Město je plně zapojeno do systému Pražské integrované dopravy. Do města zajíždějí linky PID 391 (Úvaly – Praha-Klánovice), 484 (Úvaly – Tuklaty – Úvaly), 655 (Úvaly – Brandýs nad Labem-Stará Boleslav), 677 (Úvaly – Nehvizdy), 686 (Úvaly – Říčany, Wolkerova) a 823 (Úvaly – Doubravčice). Hlavním přestupním bodem je zastávka Úvaly, žel. st., kde všechny autobusové spoje končí/začínají.

### Železniční doprava
Železniční stanici Úvaly obsluhují vlaky linek S1 (Praha Masarykovo n. – Kolín) a S61 (Praha-Vršovice – Úvaly) v rámci pražského systému Esko. Zastavuje zde velké množství osobních vlaků, ostatní vlaky stanicí projíždějí. Nachází se zde 3 nástupiště a 5 dopravních kolejí. V letech 2011–2016 stanice sloužila jako konečná stanice linky S7, od roku 2025 slouží jako konečná stanice linky S61.

#### Železniční nehoda
Dne 9. července 1984 došlo ve stanici k tragické železniční nehodě. Došlo k vykolejení pěti vozů rychlíku jedoucího do Prahy a následnému sražení a usmrcení dvou lidí, kteří čekali na nástupišti.

## Školská zařízení
- Základní škola Úvaly, Arnošta z Pardubic 8 (web)
- Základní škola Heuréka, Smetanova 203 (web)
- Speciální školy v Úvalech, Arnošta z Pardubic 8[zdroj?]
- Mateřská škola Úvaly
  - Mateřská škola Pražská, Pražská 525 (web)
  - Mateřská škola Kollárova, Kollárova 1260
  - Mateřská škola Bulharská "Cukrovar", Bulharská 1900
- Městský dům dětí a mládeže, Vítězslava Nováka 372 (web)

## Spolky vÚvalech
- Český rybářský svaz, místní organizace Úvaly
- Český svaz chovatelů, základní organizace Úvaly
- Junák, místní skautské středisko (web)
- Klub přátel historie a přírody Úval a okolí – Vznikl v roce 2006 v záměru ochrany historických a přírodních památek v Úvalech a okolí (web)
- Letecko modelářský klub Úvaly
- Obec Baráčníků „Jana Amose Komenského“
- RC MODEL KLUB Úvaly – rádiem řízená auta
- Sbor dobrovolných hasičů Úvaly – Nepřetržitě od roku 1886 chrání životy a majetek občanů Úval a blízkých obcí. Sbor pod sebou sdružuje kroužek mladých hasičů s dětmi od 6 let. (web)
- Úvalský spolek akvaristů, člen Unie akvaristů ČR, AKVA CZ (web)
- Amatérský tenisový klub Úvaly (web)
- SK Úvaly – fotbal (web)
- Cyklistický klub Úvaly (web)
- Český svaz včelařů Úvaly (web)
- TJ Sokol Úvaly – házená (web)
- Bike Trial a Moto Trial Úvaly (web)
- Sport Úvaly – karate klub (web)

## Pamětihodnosti města a blízkého okolí

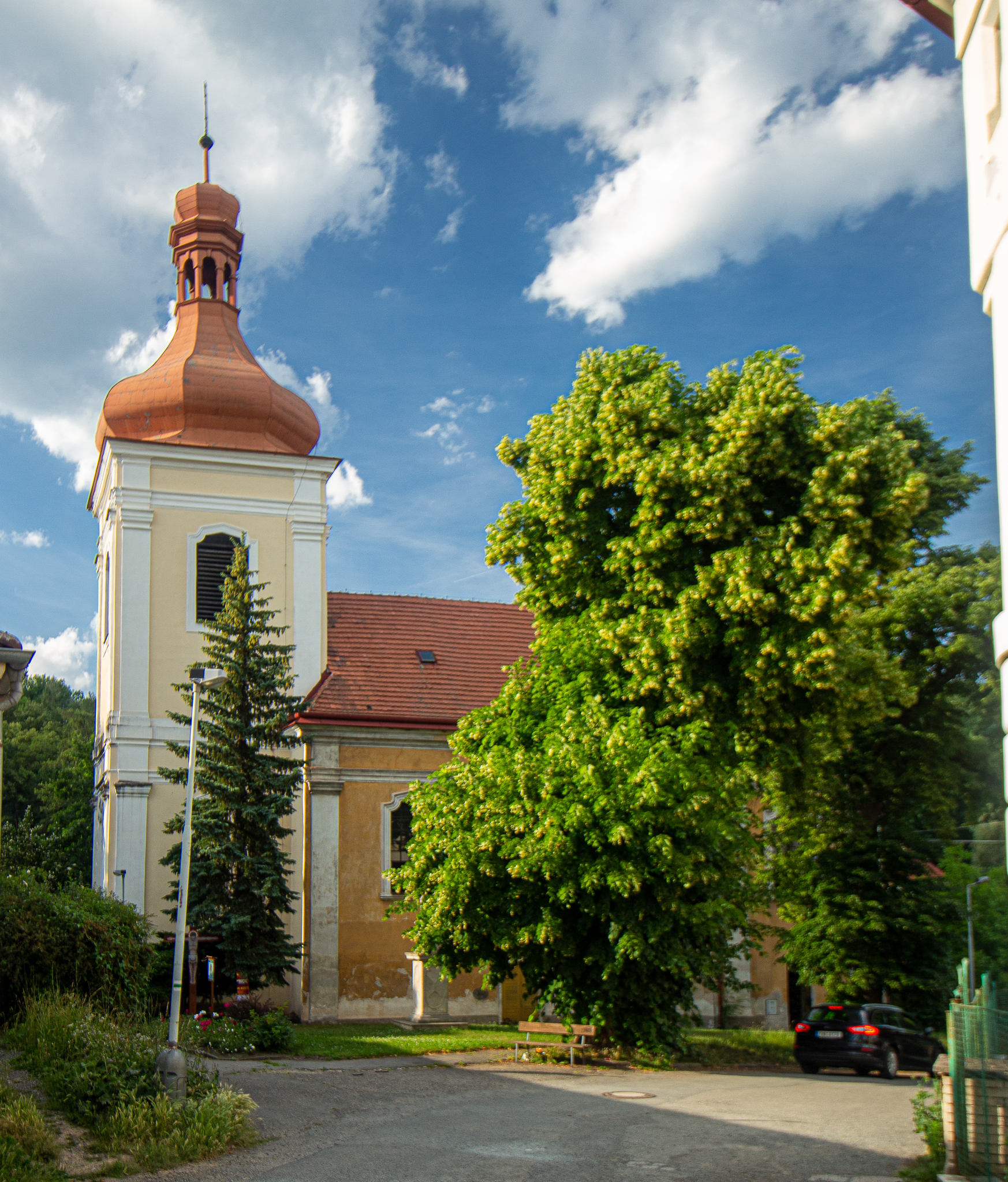
Kostel Zvěstování Páně

### Církevní památky

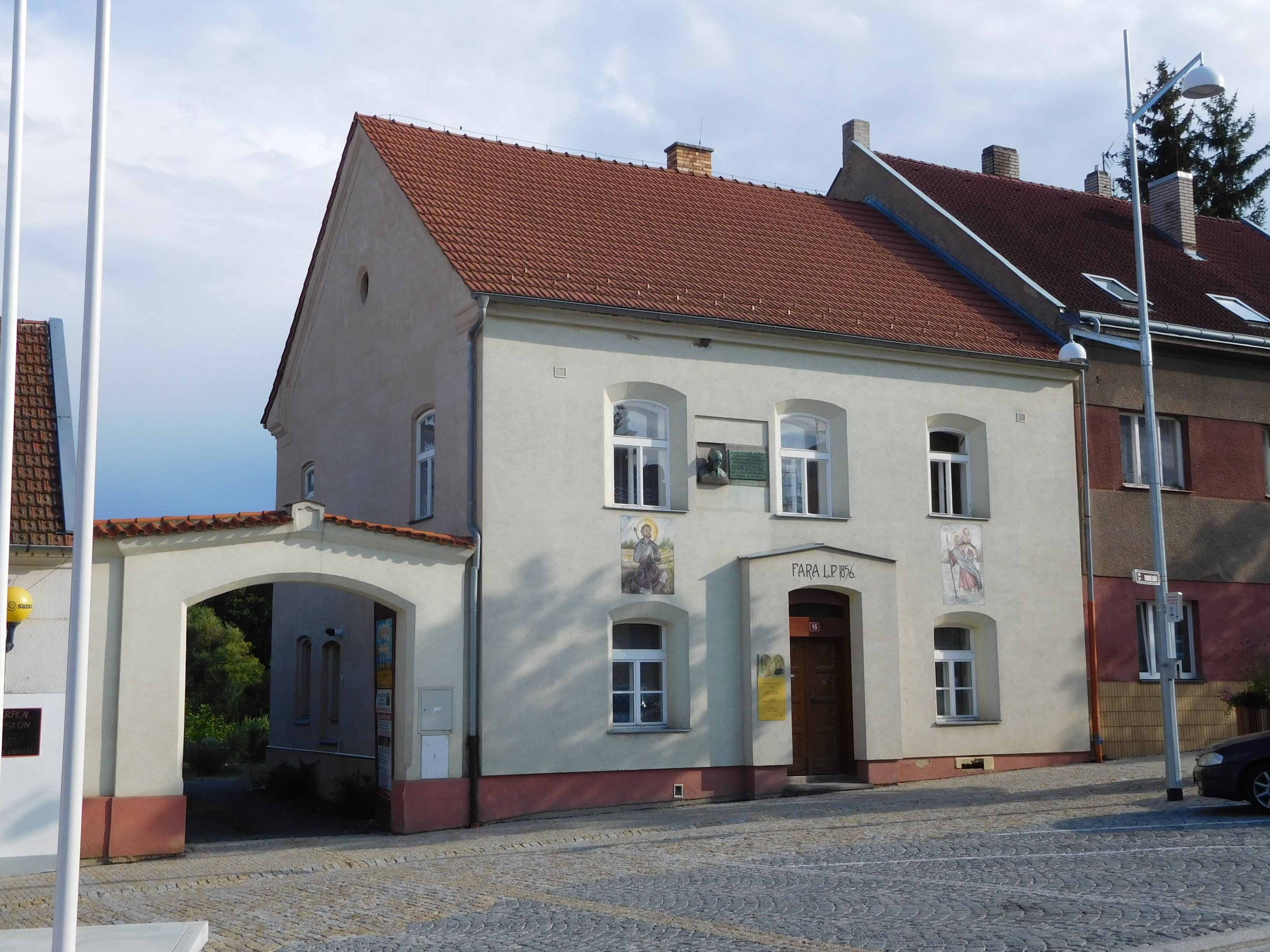
Fara na náměstí Arnošta z Pardubic

Římskokatolický kostel Zvěstování Páně
Svou nynější barokní podobu získal po opravě, která probíhala ve dvacátých letech 18. století. První přímá zmínka o kostele v Úvalech je z roku 1385, jako o filiálním chrámu fary v Horkách. Existence kostela se však dá podle nepřímých zmínek datovat už před rok 1359. Kostel má jedinou podélnou loď s pravoúhlým presbytářem a obdélnými přístavby oratoří po stranách. U vstupu na západní straně stavby je symetricky umístěná mohutná hranolová věž zvonice s cibulovou bání. Jednoduché fasády kostela jsou členěny nárožními pilastry a sedmi obdélnými okny, zevně v horní části barokně zazubenými.
Římskokatolická fara čp. 45
Úvaly neměly dlouhá staletí vlastní farnost. Nejprve patřily k farnosti v Horkách. Poté nejsou zprávy až do 17. století, kdy je úvalský kostel pod farou ve Slušticích. V roce 1683 se sluštická farnost ruší a Úvaly se přesouvají k faře tuklatské. Po obnovení fary na Hradešíně roku 1734 byly Úvaly přifařeny k Hradešínu. Úvalští osadníci si ale stěžovali na velkou vzdálenost a špatné cesty, které na Hradešín vedly, a žádali o zřízení samostatné duchovní správy. Jejich žádosti bylo vyhověno v říjnu roku 1856. Místní farář bydlel po založení farnosti nejprve v nájmech. Po delším hledání pak obec pro faru zakoupila statek č. p. 45 nacházející se na náměstí, na kterém byla postavena jednopatrová budova z kamene. Na stavbu přispěl císař Ferdinand I. Dobrotivý, patron kostela Alois Josef II. z Lichtenštejna, občané městyse a zbytek byl zajištěn prodejem farních pozemků. Mezi lety 1856 a 2004 se v Úvalech vystřídalo celkem 8 farářů, z nichž nejvýraznější postavou byl Alois Dostál, který byl znám svou literární a divadelní činností. Dva roky po jeho smrti mu byla v roce 1936 na farním úřadě slavnostně odhalena busta.
Městský hřbitov
Původní hřbitov býval okolo kostela, tam se pohřbívalo až do roku 1889. Tento hřbitov byl ale přeplněný a jeho rozšíření by bylo nákladné. Obecní úřad se tedy rozhodl na východním okraji Úval, na křižovatce ulice 5. května směřující na Tuklaty a silnice směřující na Tlustovousy, zakoupit pozemek a nový hřbitov zde byl zřízen roku 1894. Márnice byla postavena v roce 1905. Díky růstu počtu obyvatel bylo ale třeba i tento hřbitov rozšířit, k čemuž došlo v roce 1912. Na tento hřbitov se pohřbívá dodnes. V areálu se nachází také pomník obětem druhé světové války.

### Technické památky

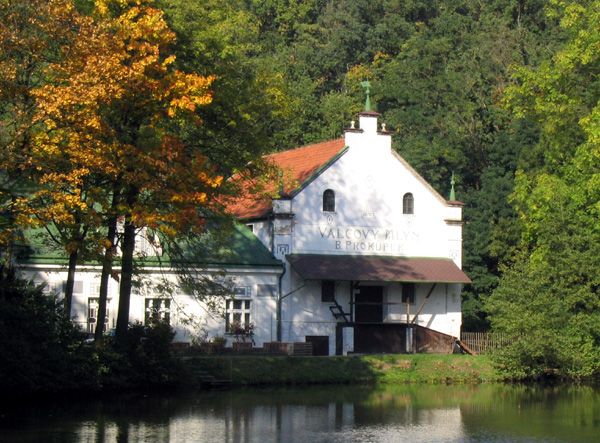
Válcový mlýn B. Prokůpka

Železniční viadukt Devět kanálů
Úvalský viadukt, podle svého vzhledu nazývaný Devět kanálů, byl postaven roku 1844 na trati Praha–Olomouc. Jedná se o 135 metrů dlouhý most postavený do mírného oblouku přes údolí říčky Výmoly. Je zděný z pískovcových a žulových kvádrů a dosahuje výšky 13 m. Úsek mezi Pardubicemi a Prahou byl svěřen vrchnímu inženýrovi Janu Pernerovi. V úseku mezi Olomoucí a Pardubicemi bylo jen málo zděných mostů, naopak v úseku mezi Pardubicemi a Prahou byla postavena celá řada kamenných děl. Vyžádal si to nedostatek lesů a naopak dostatek kamene vhodného pro stavbu. Mosty se stavěly pod vedením inženýra Pernera z pískovcových kvádrů. Nejvýznamnějším objektem z nich byl právě úvalský viadukt, který ve své době patřil mezi pozoruhodné stavby na celé trase Praha–Olomouc. Přestože se jednalo o náročnou stavbu vyžadující založení podpěr dílem na pilotách, dílem na ležatém dřevěném roštu, trvala jeho stavba necelých osm měsíců. V letech 1953–1954 došlo k rozšiřování železniční trati o třetí kolej. Z tohoto důvodu byl v těsném sousedství starého mostu vybudován tvarově shodný most ze železobetonu. Ten je od původního mostu vzdálen pouze 1,5 m.
Kamenný můstek u Škvorecké obory
Mostek na okraji Škvorecké obory je jednou z nejzajímavějších památek okolí Úval (leží již na území Dobročovic). Mostek byl postaven nad říčkou Výmolou asi v roce 1842, kdy se stavěla silnice napříč panstvím. Po zániku panství v roce 1848 však zůstal most bez údržby až do roku 2012, kdy byl zrekonstruován. V březnu roku 2007 byl vyhlášen kulturní památkou.
Prokůpkův mlýn
Zajímavým objektem je bezesporu i mlýn, který všichni znají pod názvem Prokůpkův a rybníku podle něj říkají Prokupčák. Mlýn č. p. 36 byl zaznamenán již v Josefínském katastru z roku 1783. Jeho nájemcem byl Jan Formánek a k mlýnu patřilo 7 jiter a 353 sáhů půdy a rybník o rozloze 2 jitra a 1062 sáhů. V roce 1910 mlýn koupil František Prokůpek – mlynář z Tlustovous. Po něm převzal mlýn jeho syn B. Prokůpek, který zde provedl řadu technických vylepšení (např. náhradu kola Francisovou turbínou) a budovy nechal přestavbě do dnešní podoby. Po druhé světové válce převzal mlýn vnuk Františka Prokůpka Bohuslav Prokůpek, který mlýn provozoval až do znárodnění v roce 1960, kdy byl zařazen do národního podniku Mlýny a těstárny Pardubice, provoz Červany. V roce 1969 byl mlýn hospodářskou smlouvou převeden na národní podnik k Drobné zboží Středočeský kraj, přičemž bylo rozhodnuto o demolici zařízení, včetně turbín jako pohonných jednotek, a byla provedena vnitřní přestavba na sklad. Tím definitivně zaniklo poslání mlýna jako takového. V roce 1991 byl celý objekt bývalého mlýna v restituci vydán synovi původního vlastníka mlýna před znárodněním Bohuslavu Prokůpkovi mladšímu. Ten postupně celou venkovní část objektu opravil do původního stavu. Vnitřní prostory v současné době slouží jako sklad nábytku. Bývalý mlýn, rybník a okolní příroda dnes tvoří příjemné prostředí pro celoroční procházky.
Jan Kubín, továrna na umělé tuky a sladové výtažky Vega
Areál ležící při trati v západní části Úval. Továrnu založil roku 1913 Jan Kubín. Roku 1925 byla továrna výrazně rozšířena a po roce 1948 areál využíval Středočeský průmysl masný. V současné době se již dobře dochovaný areál nevyužívá k výrobě, ale ke skladování potravin. Součástí areálu je i 26 metrů vysoký cihlový tovární komín.
Cukrovar
V Úvalech též fungoval cukrovar při trati ve Škvorecké ulici na východě města, který však již podlehl demolici. Zachována zůstává pouze administrativní budova. Na protější straně trati pak do roku 2020 stály pozůstatky bývalé parketárny s 25 metrů vysokým cihlovým komínem, který byl jako jediný z celého objektu zachován.

### Sochy, sousoší a jiná drobná kamenická díla

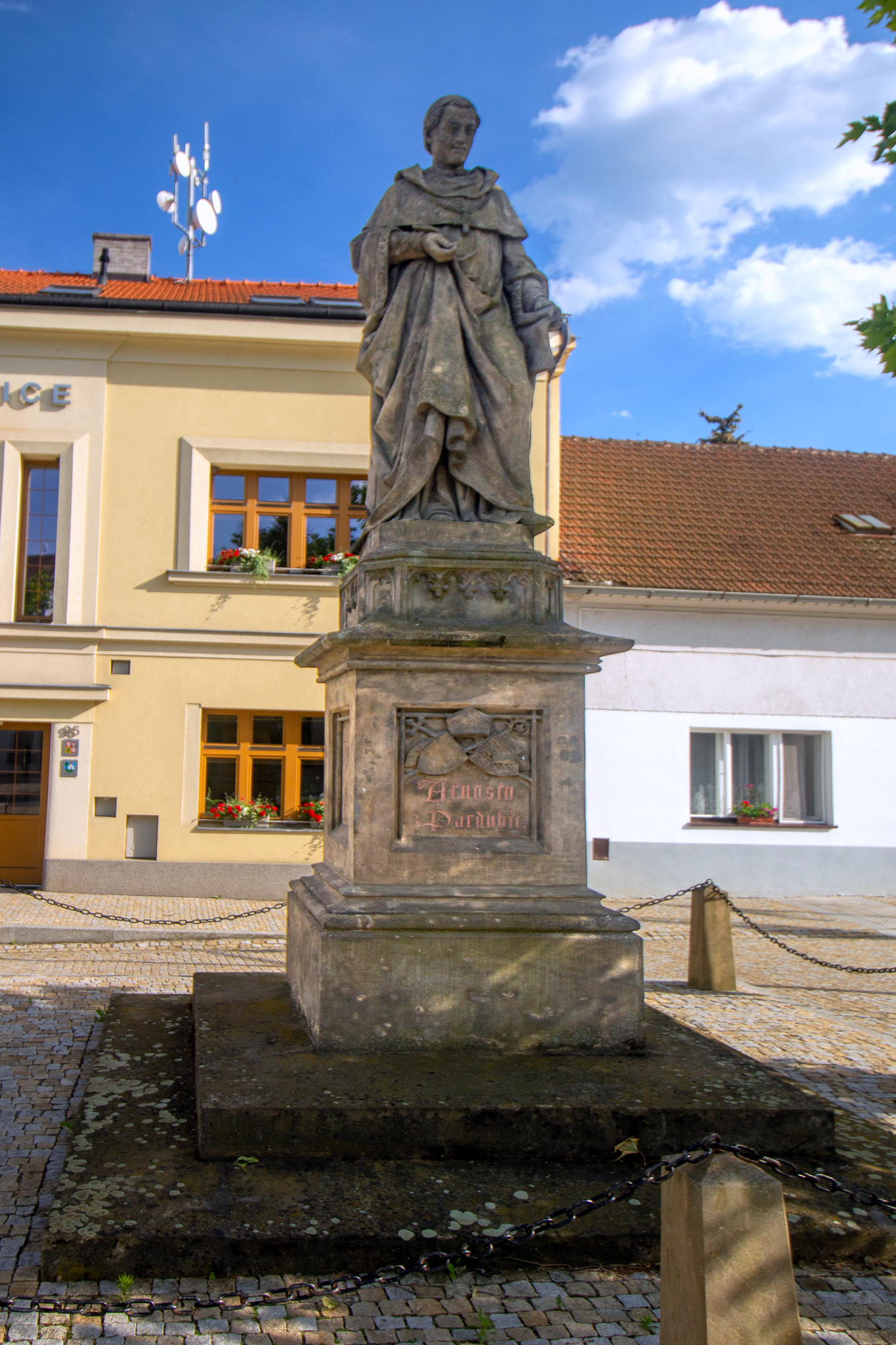
Socha Arnošta z Pardubic na náměstí

Socha Arnošta z Pardubic
Za jedno z možných míst narození prvního pražského arcibiskupa Arnošt z Pardubic byl v minulosti považován úvalský dvůr Hostín (za pravděpodobné místo narození Arnošta z Pardubic je označována Hostinka). Při slavnostním připomenutí pětisetletého výročí smrti arcibiskupa navrhl farář výstavbu pomníku. Pro pomník byl zvolen pozemek u železniční trati v blízkosti dvora Hostína poskytnutý knížetem Janem II. z Lichtenštejna. Dne 15. května 1869 byl pomník za účasti veřejnosti posvěcen vikářem z Přistoupimi, Františkem Jandou. Slavnostní odhalení pomníku se pak konalo 30. června 1869. Pět set padesát pět centimetrů vysoký pískovcový pomník se skládá ze stojící postavy v bohatě řaseném rouchu, která drží v levé ruce listinu. Čtyřhranný sokl pod postavou je zdoben orámovanými nápisy. Na přední straně soklu je nad nápisem umístěn emblém vytvořený z myrty nad kříženou berlí s křížem a doplněný dvěma erby. Na původním místě kolem sochy vyrostl malý sad, který však nebyl pravidelně udržován. Na konci 20. století byl pomník silně poškozen, porostlý mechem a kámen byl zvětralý. Aby nedošlo k úplné zkáze pomníku, rada zastupitelstva města v roce 1995 rozhodla o přemístění sochy a celkové rekonstrukci. Po očištění byl rozebraný pomník v roce 1996 převezen na náměstí Arnošta z Pardubic. V roce 1997 byl znovu očištěn, dochované kamenné úlomky byly osazeny na měděné čepy a všechna scházející místa domodelována umělým kamenem. Nápisy na podstavci byly kolorovány v původní cihlové barvě.

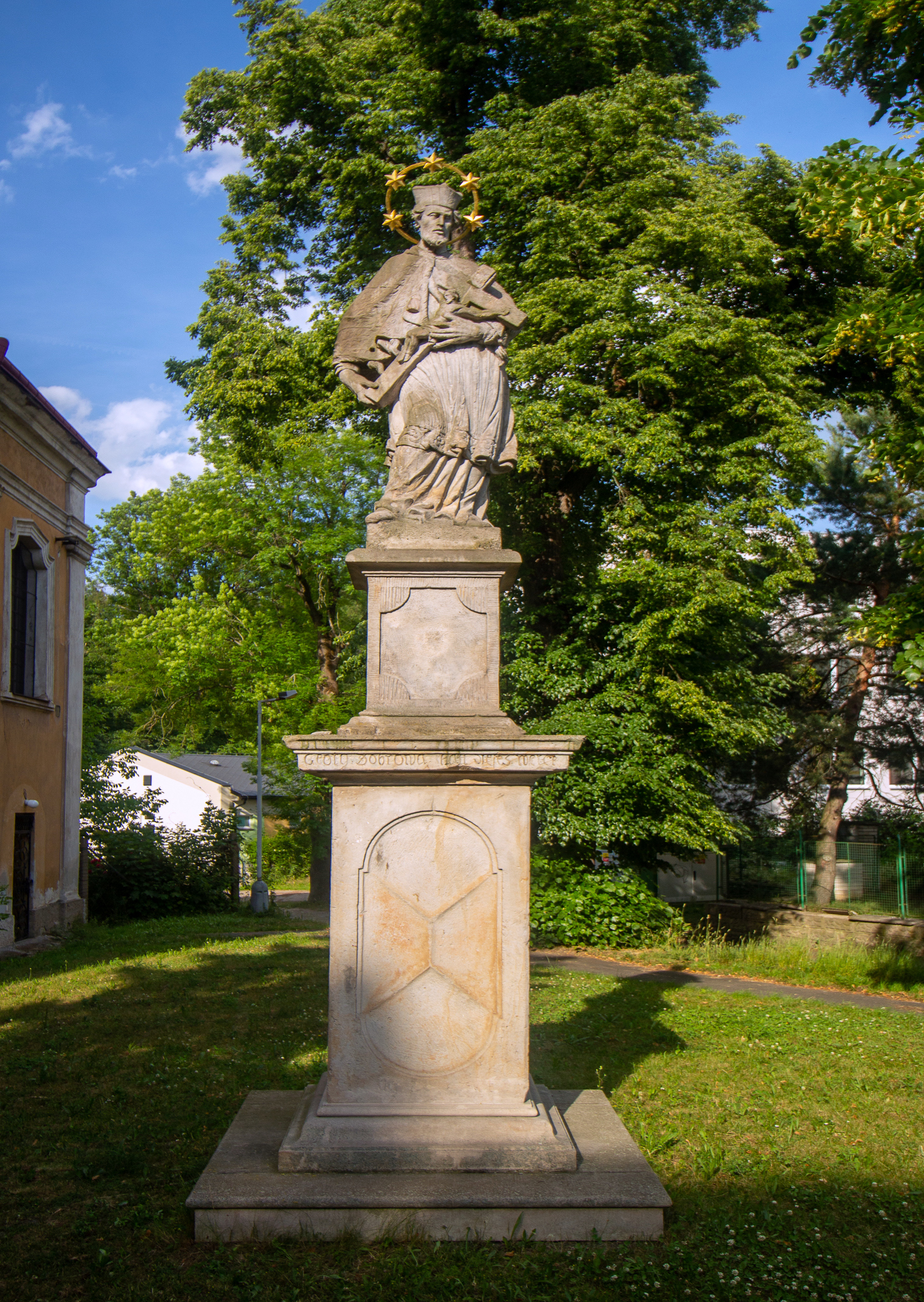
Socha svatého Jana Nepomuckého
Pískovcová socha svatého Jana Nepomuckého je zjednodušenou variantou známé podobizny od Jana Brokoffa a Matyáše Rauchmillera, která stojí na pražském Karlově mostě. Úvalská socha dnes stojí v malém parčíku u přístupové cesty ke kostelu Zvěstování Páně. Původně stávala v dolní části náměstí, sem byla přemístěna po první světové válce v roce 1919. V této době začali obyvatelé Úval odstraňovat skutečné i domnělé symboly bývalé habsburské nadvlády a socha byla považována za symbol démonizované pobělohorské rekatolizace. Před barbarským zničením však památku zachránil všeobecně respektovaný Alois Dostál, který prosadil její přestěhování na místo u kostela, které bylo Úvaláky tolerováno. Po obvodu podstavce, na kterém stojí socha světce, lze číst nápis Georg Doubrawa hatt dieses Werck auffrichten lassen 1701 die 3. August. Sochu nechal postavit roku 1701 vrchní úvalsko-tuklatský rychtář Jiří Doubrava.
Socha svatého Donáta
Socha svatého Donáta nestojí přímo v intravilánu města, ale nachází se v polích přibližně tři kilometry jihovýchodně od Úval na území Škvorce.
Lichtenštejnský kámen v Klánovickém lese
Dobu velkého vlivu Lichtenštejnů na zdejší kraj nám dosud mimo jiné připomíná památný kámen u železniční trati v Klánovickém lese na území Prahy. Na kameni je vytesán latinský nápis Princ Joan Quercetum ad 40 ann Regim Jubil 12 Nov 1898. Kámen tedy pochází z roku 1898, kdy princ Jan II. z Lichtenštejna slavil čtyřicetileté jubileum své vlády na panství škvoreckém a uhříněvském. Podobných jubilejních kamenů bylo – vedle tohoto v Klánovickém lese – na škvoreckém panství vztyčeno hned několik. Samotný nápis na kameni dnes není již dobře čitelný a celý kámen je značně nakloněný.
Pamětní kámen k 700. výročí Úval v parčíku před hasičskou zbrojnicí
Na rok 2000 připadly oslavy 700. výročí od první písemné zmínky o Úvalech a tento rok se uskutečnila celá řada akcí s tím spojených. Hlavní oslavy ovšem připadly na víkend 17.–18. června 2000. Dne 18. června v odpoledních hodinách se uskutečnilo odhalení pamětního kamene a zasazení lípy v parčíku před hasičskou zbrojnicí. Zároveň bylo pod kámen uloženo pouzdro mimo jiné s poselstvím dalším generacím, které připravil výbor pro oslavy, jménem občanů města tehdejší starosta Ivan Černý a za děti dneška žáci pátého ročníku Základní školy v Úvalech. Na masivním hrubě opracovaném kameni je připevněn štítek s textem: 18. 6. 2000 byla na tomto místě vsazena lípa, aby připomínala budoucím generacím, že město Úvaly v těchto dnech slavilo 700 let. O něco málo povyrostlá lípa skutečně i dnes stojí opodál.

### Lidová architektura

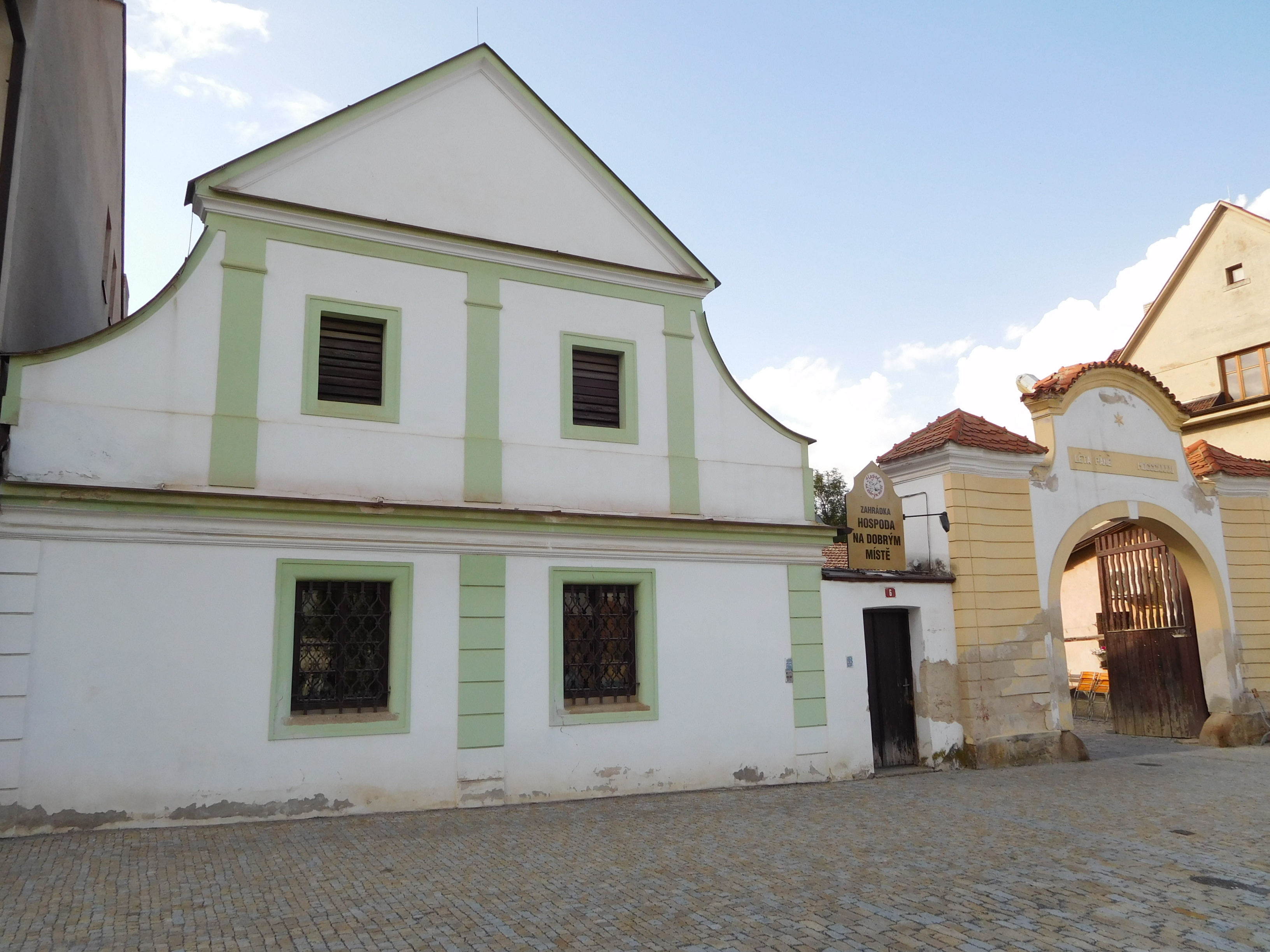
Bývalý statek na náměstí Arnošta z Pardubic

Bývalý statek čp. 6
Budovy bývalého statku stojí na náměstí Arnošta z Pardubic vedle hotelu Sokol. V první polovině 17. století zde býval statek, který byl za třicetileté války rozbořen. Kolem roku 1840 však statek vyhořel a poté byl přestavěn. Od té doby je na bráně do dvora letopočet 1841 psaný římskými číslicemi. Do padesátých let 19. století tady bývala také hospoda, které se říkalo Selská. Pozdně barokní statek byl zařazen do evidence státní památkové péče pro svou typickou bránu do nádvoří a pro valené klenby hospodářského stavení. V roce 1988 byla rekonstruována budova č. p. 6 s průčelím do náměstí díky tomu, že byla zahrnuta do projektu celkové rekonstrukce sousední sokolovny. Podle požadavků památkářů byla zachována brána a přední část hospodářského stavení. Vnitřní prostory byly upraveny na vinárnu.

### Městská architektura, domy

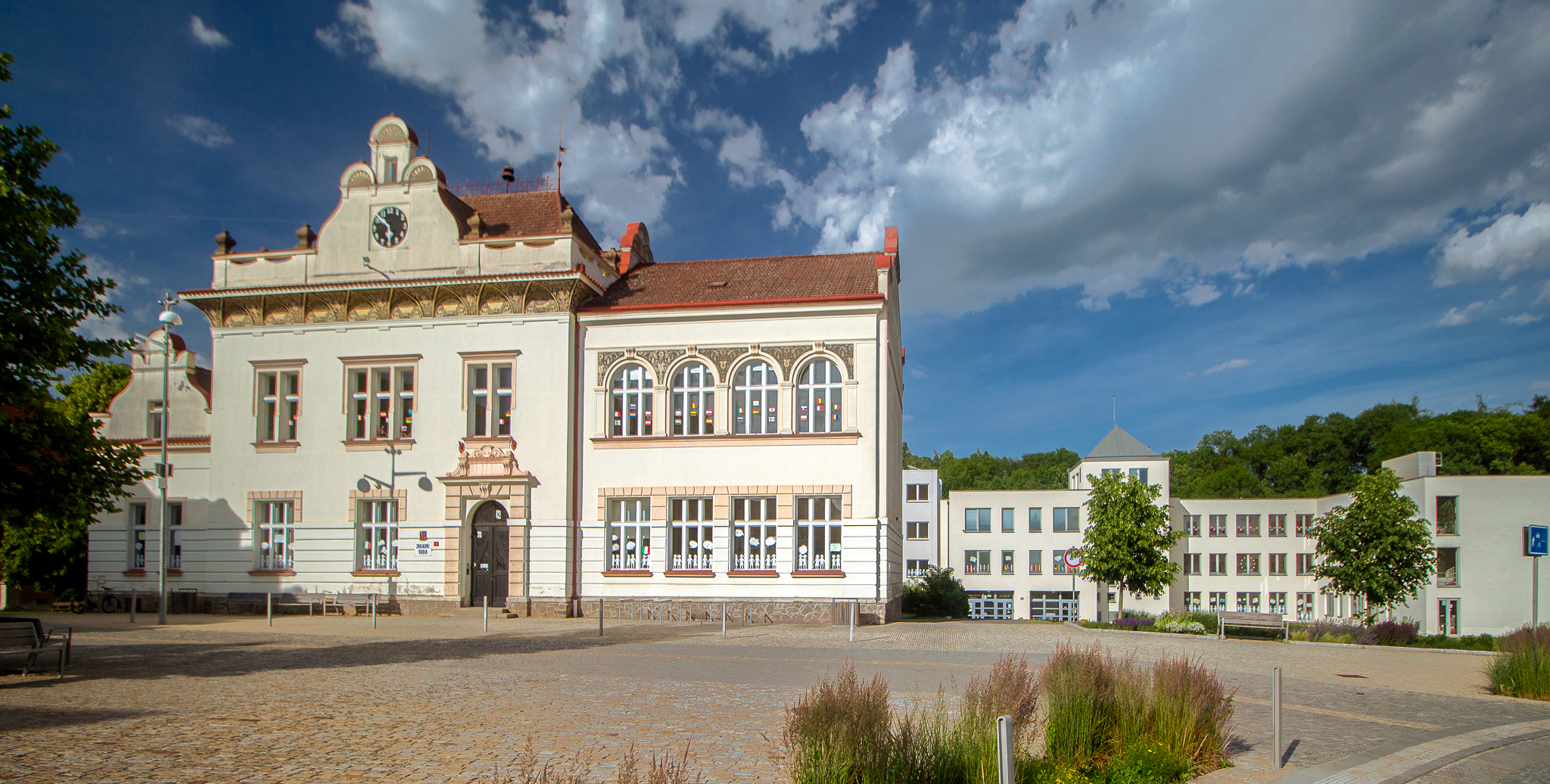
Novorenesanční budova školy

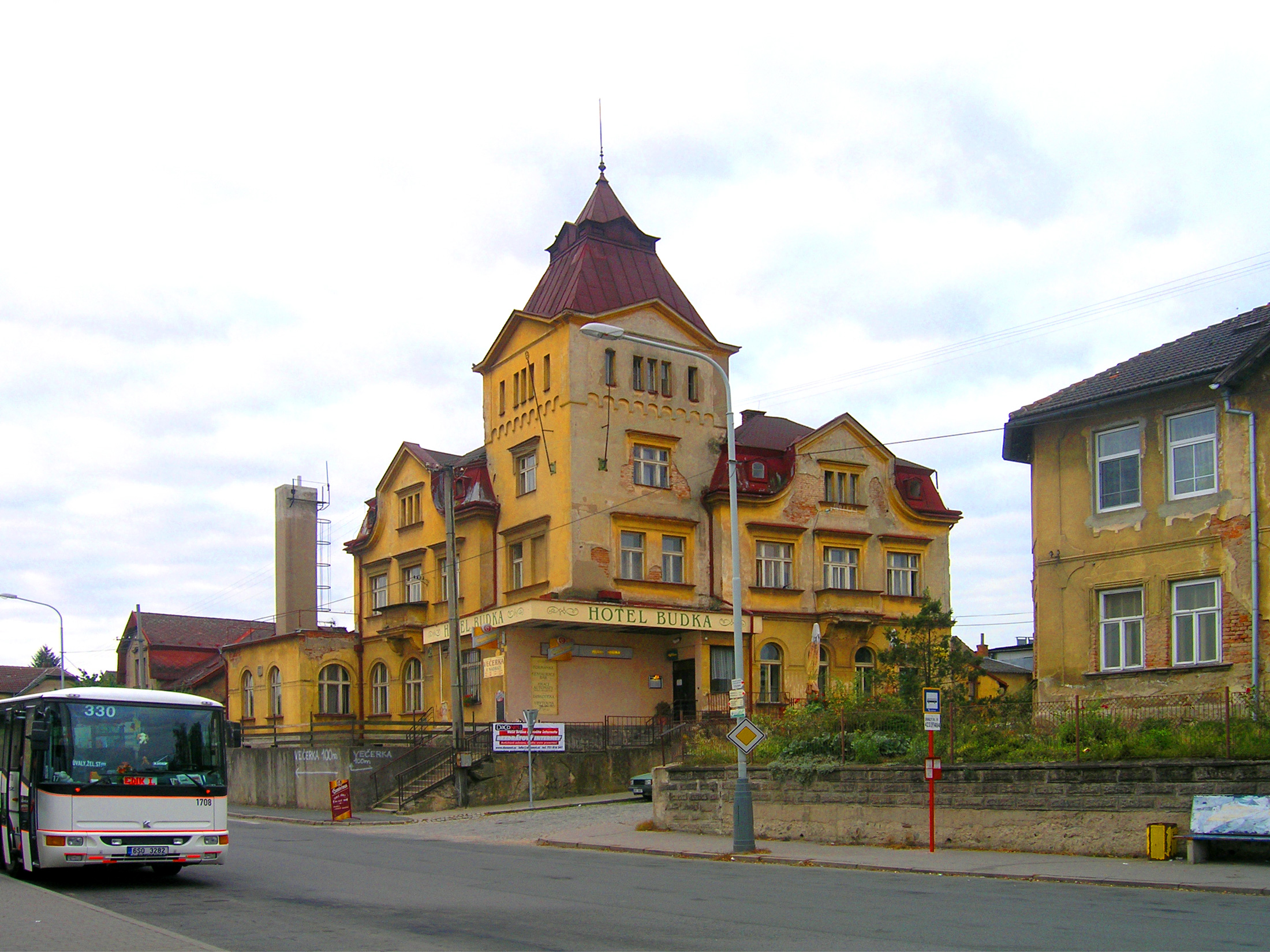
Hotel Budka

Novorenesanční budova školy z let 1911–1912.
Budova stojící v dolní části náměstí byla dříve měšťanskou školou, dnes slouží prvnímu stupni základní školy. Byla vystavěna v novorenesančním slohu se štítem nad středem průčelí, pod římsou a nad okny do 1. patra je vyzdobena sgrafity. Plány na stavbu nové škola vypracoval roku 1909 stavitel Otakar Polák. Samotné stavby se však ujal stavitel František Troníček. V září 1912 byla nová škola úředně převzata a slavnostně vysvěcena. Při 90. výročí stavby proběhla rekonstrukce, která byla prováděna podle dobových fotografií tak, aby byla zachována historická osobitost.
Budova hotelu Budka
Hotel Budka stojící naproti nádraží v Jiráskově ulici byl postaven roku 1914 Janem Křovákem, proto se nejprve nazýval Křovák. Jeho věž je vedle věže kostela druhou přirozenou dominantou města. V roce 1927 hotel zakoupila rodina Smetanova, a tak se hotel přejmenoval na hotel Smetana. Měl kapacitu 45 lůžek a hosté mohli využívat i venkovní terasy. Dalšími majiteli byla rodina Budkova, a tak hotel opět změnil svůj název na hotel Budka. Ve druhé polovině 20. století byl vlastníkem podnik Restaurace a jídelny okresu Praha-východ a hotel patřil do kategorie C – tehdy se jmenoval hotel Sport. V roce 1991 byl hotel navrácen v rámci restitucí dědicům původních majitelů a zpět se vrátil i vžitý název hotel Budka. V současné době je zde kromě levného ubytování lidem k dispozici i hospoda a večerka. Celý objekt ovšem nepůsobí nijak reprezentativně a jistě by potřeboval opravu, která by mu vrátila jeho zašlý lesk.

### Válečné pomníky

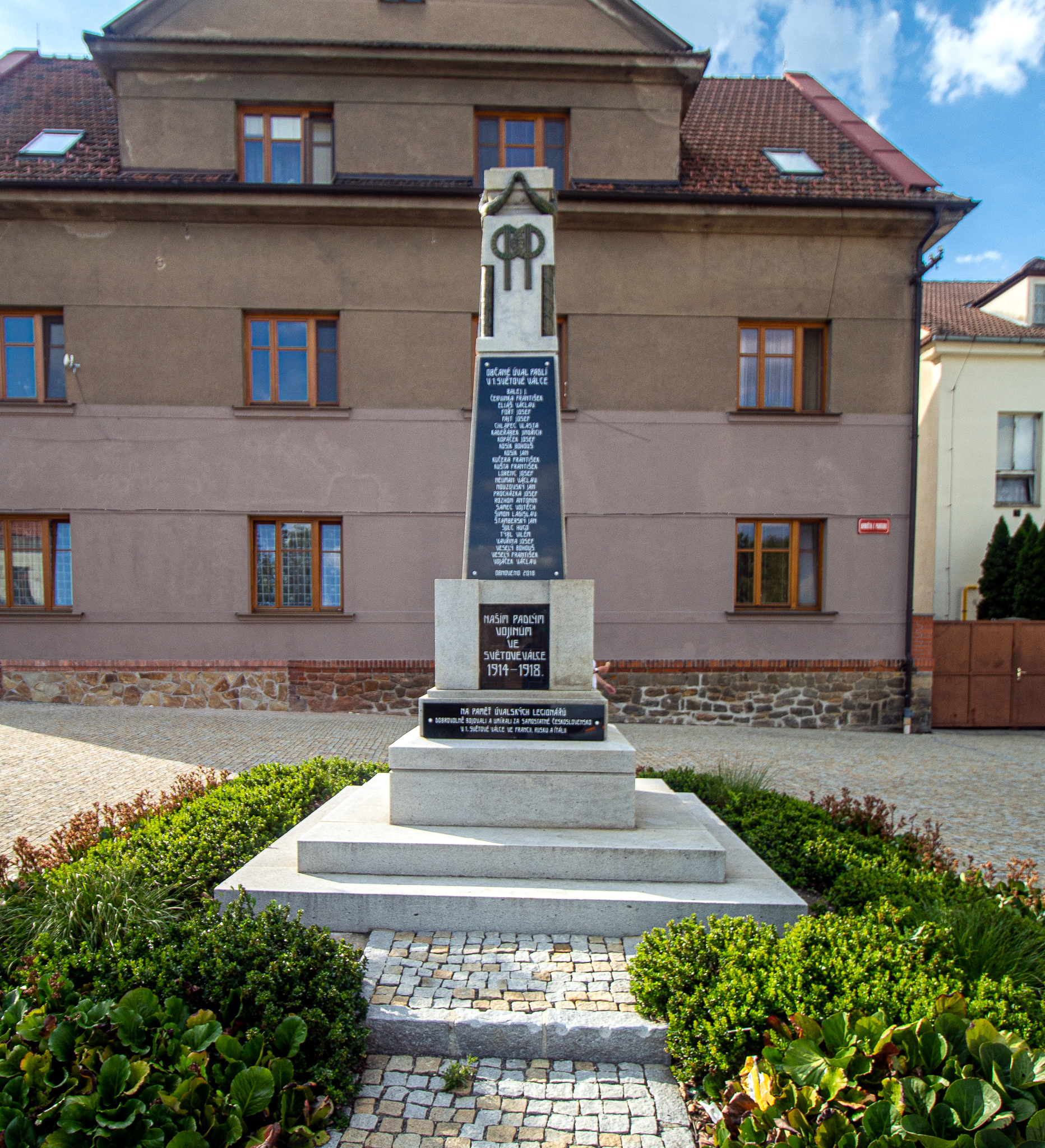
Pomník padlým v první světové válce na náměstí. Hlavici podpírají fasces umístěné v hranách

Pomník padlým v první světové válce na náměstí
Slavnostní odhalení památníku se konalo 1. listopadu 1924 a v podvečer odhalení pomníku bylo do jeho trupu vloženo kovové pouzdro s pamětním spisem. Sešli se na něm ve velkém počtu místní občané i mnoho lidí z okolí. Jako nejvhodnější k umístění bylo zvoleno místo na náměstí před školními budovami. Později zde byl založen parčík, takže dnes stromy pomník z velké části zakrývají, ale na druhou stranu vytváří klidné a příjemné zákoutí v dolní části náměstí. Pomník je vytesán ze žuly původně bílé barvy. Na stupňovitém základu je umístěn čtyřhranný trup, na kterém je posazen štíhlý komolý jehlan. Jeho horní část je zakončena kovovou ozdobou. Na každé straně trupu je zapuštěna mramorová deska nesoucí nápis. V průčelí pomníku je uvedeno Našim padlým vojínům ve válce světové 1914–1918. Na východní straně pomníku je vytesáno Nechť není otroků ni vyděděných, jen volných občanů s stejně cenných. A. E. Mužík. Na severní straně je napsáno Naše barva červená a bílá, naše heslo poctivost a síla. Karel Havlíček Borovský. Směrem západním je citát Žádná moc tohoto světa, a byť se i s celým peklem spolčila, neudrží národa vzdělaného a statečného v poddanství i otroctví. T. G. Masaryk.
Pomník obětem druhé světové války na městském hřbitově
Na městském hřbitově byli dne 12. května 1945 za ohromné účasti obyvatel uloženi do čestné hrobky hrdinů v urnovém háji hrdinové a mučedníci, popravení a oběti střetů s německými okupanty. Pomník vytvořený struhařovským kameníkem Antonínem Štěpánkem byl slavnostně odhalen v roce 1947. Celý pomník se skládá z několika části. Na náhrobním kameni, který je umístěn vlevo jsou vytesány jména Böhm Karel, Dufek Milan, Jandourek Bohumil, Kožený Josef. Na opačné straně pomníku vpravo se poté nachází kámen takřka stejného tvaru, na kterém jsou vyryta jména Kvíz Jaroslav, Marčín Karel, Michálek Jaroslav, Šlajer František. Mezi těmito kameny uprostřed se na podstavci nachází plastika pravé ruky se zdviženým ukazováčkem a prostředníčkem. Na samotném podstavci je poté nápis Věrni v životě i v smrti; květen 1945. Uprostřed před plastikou se nachází náhrobní kámen, před kterým je umístěn ještě menší kámen s textem. Pietu místa před pomníkem dotváří dva záhony, mezi kterými vede dlážděná cestička, a túje vysázené za pomníkem.
Pamětní deska obětem druhé světové války na hřbitovní zdi
Kamenná pamětní deska, která je umístěná na hřbitovní zdi připomíná tři oběti druhé světové války. Deska nese nápis Zde zemřeli pro věrnost k národu a lásku k zemi dne 6. května 1945 občané Dufek Milan za Sadské, Havlíček Václav z Tuklat, Kvíz Jaroslav z Úval. Nezapomeňme!. U hřbitovní zdi přímo pod pamětní deskou je malý záhonek květin, který důstojně zachovává pietu místa.
Pamětní deska oběti druhé světové války na rohu ulic Vítězslava Nováka a Alešovy
Pamětní deska připomíná krejčího Františka Šlajera, který zde byl 6. května 1945 zákeřně zastřelen německým vojákem. Kovová deska je umístěna na zídce od plotu a je na ní napsáno: Zde zemřel pro věrnost k národu a lásku k zemi dne 6. května 1945 úvalský občan František Šlajer. Nezapomeňme!. Pod deskou je připevněna polička, na kterou se může postavit váza s květinami.
Pomník obětem druhé světové války u televizní retranslační věže
Pomník umístěný u dnešní retranslační věže v Klánovickém lese na území Prahy připomíná vůbec poslední úvalské oběti druhé světové války. Byli jimi zdravotníci Bohumil Jandourek, Karel Marčín a Jaroslav Michálek, kteří byli zatčeni přímo v budově obecního úřadu, když konali zdravotnickou službu a jejich těla byla nalezena ve Vidrholci až 8. května.
Do kamene pomníčku je vsazena kovová deska, na které stojí: Zde zemřeli pro věrnost k národu a lásku k zemi dne 8. května 1945 úvalští občané Bohumil Jandourek; Karel Marčín; Jaroslav Michálek. Nezapomeňme!. U kamene se nachází i malý záhonek s květinami, který dnes není příliš udržovaný.

## Významné osobnosti
- Arnošt z Pardubic – první pražský arcibiskup, jehož otec se psal s přídomkem „de Hostyna“. Kronikář Beneš Krabice z Weitmile tvrdí, že dvůr Hostín v jihovýchodní části dnešního města, je prvotním statkem pánů z Pardubic a z toho se odvozuje i pravděpodobné místo narození prvního českého arcibiskupa. O vazbě pánů z Pardubic k Úvalům a místnímu dvoru Hostín jsou pochybnosti.[20][21] Roku 1869 však byla postavena socha Arnoštu z Pardubic a náměstí nese jeho jméno.
- Alois Dostál – úvalský římskokatolický farář a autor povídek, románů a divadelních her pro mládež. Narodil se 2. července 1858 ve východočeských Kvasinách. V roce 1906 nastoupil na faru v Úvalech, kde sloužil až do konce svého života. Věnoval se i místní historii a je autorem monografie s názvem Ouvaly, která jako první shrnuje historii Úval. Zemřel v Úvalech 13. června 1934 a na budově římskokatolického farního úřadu č. p. 45 je umístěna deska s jeho bustou.
- Antonín Běla – zločinec, žil v Úvalech, zemřel v č. p. 1320 násilnou smrtí.
- Josef Kožíšek – Byl známým spisovatelem povídkových knížek a básnických sbírek pro děti, pedagogem a autorem několika teoretických studií z pedagogiky. V roce 1927, kdy odešel do výslužby a žil v Úvalech v domě č. p. 467. Ve školním roce 1926/1927 byl ředitelem na úvalské měšťanské škole a pro tuto školu složil i Hymnu úvalských škol. Zemřel v den svých 72. narozenin v Úvalech.
- Marie Majerová – Narodila se 1. února 1882 v domku s č. p. 18 na náměstí v Úvalech Barboře Jarošové a Františku Bartošovi. Významná osobnost prvorepublikové prózy, která je dnes považována za klasičku socialistické literatury. I když Majerová ve skutečnosti vyrůstala na Kladně, pak pobývala v Budapešti, ve Vídni, v Paříži a nakonec žila v Praze, Úvaly často navštěvovala a osobními finančními dary přispěla i na stavbu místního kulturního domu. Zemřela 16. ledna 1967. Dnes je na jejím rodném domě umístěna pamětní deska s nápisem: „V tomto domě se roku 1882 narodila národní umělkyně – spisovatelka Marie Majerová“.
- Miroslav Masák – poradce prezidenta, architekt, profesor
- Viktor Šulc – režisér Slovenského národního divadla

### Hudební skupiny
- Divokej Bill – populární hudební skupina, která hraje tzv. keltský rock
- Screaming Rats - undergroundová skupina,která hraje tzv. dark punk